# يونغ تونغ غو
تأسست منطقة يونغ تونغ في عام 2003، وهي المنطقة الشرقية لمدينة سوون في مقاطعة غيونغي، كوريا الجنوبية. وقع فصلها عن منطقة بالدال وأحدث منطقة في سوون.

## روابط خارجية
- موقع حكومة مدينة سوون باللغة الكورية
- Suwon على مشروع الدليل المفتوح
- موقع Yeongtong-gu على الويب باللغة الكورية